# خوشه‌مهر
خوشه‌مهر یا خوجامیر شهری از توابع بخش مرکزی شهرستان بناب در استان آذربایجان شرقی است.
شهر خوشه مهر در ۷ کیلومتری بناب و ۱۲۰ کیلومتری تبریز واقع شده است. گورستان خوشه مهر از آثار باستانی این شهر است که به ثبت ملی رسیده است.
خوشه مهر دارای قدمتی طولانی بوده است خانه معروف شجاع الدوله در این بخش واقع شده همچنین حمام قدیمی این شهر و تپهٔ معروف (سیچان تپسی: به معنی تپه موش) از آثار باستانی این ناحیه می‌باشد.
این شهر از قدیم الایام در مراسمات مذهبی و آیینی پرشور بوده است و اهالی با شور و اشتیاق خاصی مراسمات مختلف مذهبی و آیینی را اجرا می‌کنند به‌خصوص در ماه محرم و عزاداری عاشورا و تاسوعای حسینی به نحو احسن و با حضور اهالی و هم چنین مهمان‌های مختلف از سراسر ایران برگزار می‌شود.
خوشه مهر دارای باغ‌های زیبا و سرسبز می‌باشد و اهالی آنجا به کشاورزی مشغول می‌باشند.
```
از مهم‌ترین باغ‌های خوشه مهر می‌توان به قره آغاشلیق، ارمنی باغی، اردبیلی باغی، اسکولو باغی، باغ ایچی، ینگ کند باغی، غلامرضا خان باغی و … اشاره کرد.
```

نخبگان علمی، اقتصادی و سیاسی خوشه مهری که غالباً در شهرهای بزرگ و تهران ساکنند و از قدرت و نفوذ سیاسی بالایی برخوردارند. این گروه در شهر شدن خوشه مهر تأثیر به سزایی داشتند.
زبان مردم این شهر ترکی آذربایجانی و مذهبشان از زمان صفویه شیعه ۱۲ امامی است.
این شهر دارای شهرکی صنعتی با بیش از ۳۰ واحد فعال و درحال کار بوده است همچنین بیش از ۴۰ واحد تولیدی-صنعتی در محدوده اطراف خوشه‌مهر (از گاوداری، پرورش ماهی تا کارخانه خشکبار، کوره خانه‌های آجر پزی و…) فعالیت دارند.
از لابلای تاریخ
حسن خان مقدم (ظفرالدوله)- استاندار آذربایجان
در آخرین روزهای سال ۱۳۲۲ در حالی که سازمان‌های دولتی در نتیجه اشغال دول متفق از هم پاشیده بود؛ حسن خان مقدم مشهور به ظفرالدوله به سمت استانداری آذربایجان شرقی منصوب شد. تا اوضاع به هم ریخته شده و قحطی ناشی از جنگ را سر و سامان بدهد.
حسن خان مقدم از نظر نسبی برادرزاده صمدخان شجاع الدوله به‌شمار می‌رفت و تحصیلات نظامی خود را در مدارس نظامی مظفری و آلمان و روسیه تکمیل نموده و در سال ۱۹۱۴ میلادی پس از فارغ‌التحصیلی از دانشکده افسری مسکو به خدمت قشون ایران درآمد.
از کارنامه درخشان حسن خان مقدم در عرصه نظامی می‌توان به رفع غائله شورش اسماعیل سمیتقو و بازگرداندن امنیت به ولایات غربی آذربایجان. فرماندهی سپاه غرب در جنگ جهانی دوم که تا آخرین دقایق صدور دستور ترک مقاومت از طرف مرکز، به ایستادگی در برابر تجاوز نیروهای انگلیس پرداخت، اشاره نمود.
سرلشکر حسن مقدم واپسین سالهای عمر خود را به دلیل اختلاف با رزم آرا در خانه اربابی خود در روستای خوجامیر بناب سپری نمود.